# Mitch Lightfoot
Mitchell Marion Lightfoot (Tucson, 14 juli 1997) is een Amerikaans basketballer.

## Carrière
Lightfoot speelde collegebasketbal voor de Kansas Jayhawks van 2016 tot 2022. In 2022 tekende hij zijn eerste profcontract bij de Duitse tweedeklasser Vfl Kirchheim Knights maar was een deel van het seizoen uit met een blessure. In de zomer van 2023 tekende hij bij de Belgische eersteklasser Kangoeroes Mechelen. In de zomer van 2024 tekende hij voor de Kumamoto Volters uit de Japanse competitie.